# اولها زولوتاروا
اولها زولوتاروا (اوکراینی: Ольга Золотарьова؛ زادهٔ ۲۷ دسامبر ۱۹۹۴) ورزشکار ورزش شنا اهل اوکراین است.
وی در مسابقات کشوری و بین‌المللی در مجموع برندهٔ ۲ مدال طلا، ۲ مدال نقره، ۲ مدال برنز شده‌است.